# Джованні Пуерарі
Джованні «Джино» Пуерарі італ. Giovanni «Gino» Puerari; (23 квітня 1903, Кремона — 22 травня 1976, Генуя) — італійський футболіст, що грав на позиції нападника.
В альманахах також відомий як Пуерарі III, щоб відрізняти його від його братів-футболістів Джузеппе Пуерарі I та Еміліо Пуерарі II.

## Клубна кар'єра
Навчався футболу в коледжі Чезаре Арічі в Брешії. Брав участь у двох чемпіонатах для молодіжних команд від організації ULIC: у 1918 році з клубом ФК «Аврора» та в 1919 році з ФК «Віктор» з Кремони.
У 1919 році став гравцем «Кремонезе», а за першу команду клубу почав виступати у сезоні 1920-21, з яким дебютував у вищому дивізіоні в сезоні 1919—1920 років. Виступав у команді протягом шести років, усі у вищому дивізіоні. Найвищий результат був у сезоні 1921—1922, в якому «Кремонезе» брав участь у чемпіонаті, організованому FIGC. Клуб фінішував другим після «Есперії» з Комо в групі Ломбардія.
Серед відомих матчів, які він зіграв у сіро-червоній футболці, згадується єдина перемога в чемпіонаті в ХХ столітті над «Ювентусом» 29 квітня 1923 року вдома.
У 1925 році перейшов до складу «Дженоа». В дебютному матчі чемпіонату 1925—1926 років забив гол, а сама гра 4 жовтня 1925 року завершилась нічиєю 2:2 проти «Реджани».
Наприкінці сезону отримав запрошення в команду «Фортітудо Рома». Римський клуб, який грав у Національному дивізіоні, фінішував на останньому місці в групі B.
Після завершення римського вояжу, повернувся до «Дженоа», з якою двічі був близький до виграшу скудетто у сезонах 1927-1928 роках і 1929–1930 рр.
В 1929 році «Дженоа» стала учасником Кубка Мітропи, престижного європейського турніру для найсильніших клубів Європи. Італія вперше мала брати участь, тому не встигла узгодити календар. Найсильніші команди сезону «Болонья» і «Торіно» не могли взяти участь, бо саме мали проводити фінальні матчі за звання чемпіона. Був проведений міні-турнір для визначення представників від Італії, в якому перемогли «Ювентус» і «Дженоа». Представник Генуї зустрічався з «Міланом» і двічі зіграв внічию 2:2 і 1:1. Переможця визначив жереб, що посміхнувся «Дженоа».
Сам виступ в Кубку Мітропи 1929 вийшов для «Дженоа» невдалим, адже команда в чвертьфіналі розгромно поступилась австрійському «Рапіду» — 1:5 у Відні і зіграла внічию 0:0 в Генуї.
Влітку 1930 року «Дженоа» знову брала участь у Кубку Мітропи, але цього разу кваліфікувалась як віце-чемпіон Італії. За волею жереба, команда другий рік поспіль в чвертьфіналі зіграла з віденським «Рапідом». В першому матчі в Генуї суперники зіграли внічию 1:1, а у Відні впевнену перемогу здобули австрійці — 1:6.

## Виступи за збірну
8 разів одягав футболку університетської збірної Італії, забив 6 голів.

## Статистика виступів

### Статистика виступів у Кубку Мітропи
| №                      | Розіграш               | Стадія                 | Дата та місце проведення | Команда 1              | Рахунок | Команда 2      | Голи |
| ---------------------- | ---------------------- | ---------------------- | ------------------------ | ---------------------- | ------- | -------------- | ---- |
| 1                      | 1929                   | 1/4                    | 23.06.1929 Відень        | Рапід (Відень)         | 5:1     | Дженоа         |      |
| 2                      | 1929                   | 1/4                    | 18.07.1929 Генуя         | Дженоа                 | 0:0     | Рапід (Відень) |      |
| 3                      | 1930                   | 1/4                    | 13.07.1930 Генуя         | Дженоа                 | 1:1     | Рапід (Відень) |      |
| 4                      | 1930                   | 1/4                    | 3.09.1930 Відень         | Рапід (Відень)         | 6:1     | Дженоа         |      |
| Всього у кубку Мітропи | Всього у кубку Мітропи | Всього у кубку Мітропи | Всього у кубку Мітропи   | Всього у кубку Мітропи | 4       |                | 0    |

## Титули і досягнення
- Срібний призер Серії А (2):

«Дженоа»: 1928, 1930